# Gera (fiume)
La Gera è un fiume tedesco lungo circa 85 km, che scorre in Turingia (Germania) ed è un affluente dell'Unstrut.

## Geografia
La Gera nasce a Plaue dalla confluenza della Wilde Gera (da est) ed il Zahme Gera, da ovest. Le sorgenti dei due corsi d'acqua che danno origine alla Gera si trovano nella zona del comune di Gehlberg sul Rennsteig nella Selva di Turingia. La Gera scorre dapprima in direzione nord di Plaue sopra Dosdorf e Siegelbach verso Arnstadt. Questa parte della valle è nota come Plauescher Grund. Essa è profondamente incanalata in uno strato del cosiddetto Muschelkalk, uno strato sedimentario di calcare contenente una gran quantità di gusci di conchiglia, risalente al triassico. Alla sua destra si elevano a circa 300 m sulla valle i monti chiamati Reinsberge ed a sinistra vi è la "piana di Gossel", che si eleva di circa 200 m sulla valle del fiume.
Ad Arnstadt la valle della Gera si apre. Essa si allarga sensibilmente, con le colline su entrambi i lati. Qui il letto del fiume è quasi completamente rettificato. Il fiume scorre ad est del centro della città. In questa esso accoglie le acque del Wilde Weiße, che, lungo circa 12 km, forma ad ovest di Arnstadt la Jonastal (valle di Giona). Successivamente la Gera attraversa la frazione di Rudisleben. I dintorni diventano piatti e il fiume non forma più alcuna valle. Dopo Rudisleben viene Ichtershausen. Dietro a questo la Gera accoglie sulla sua destra le acque del fiume Wipfra, un corso d'acqua lungo circa 40 km ma povero di acqua. Ora la Gera è attraversata dalle autostrade A71 ed A4 e dal viadotto ferroviario sul cosiddetto Erfurter Kreuz. Il fiume qui abbandona il circondario Ilm-Kreis ed entra nel territorio della città di Erfurt. Come successiva località dopo l'Erfurter Kreuz viene Molsdorf, frazione di Erfurt. A nord di questa località la Gera accoglie le acque del fiume Apfelstädt, un corso d'acqua lungo una quarantina di chilometri e piuttosto ricco di acque, le cui sorgenti si trovano anch'esse vicino al Rennsteig, nel territorio del comune di Oberhof. Dopo la confluenza del fiume Apfelstädt la ferrovia turingia corre nella valle della Gera.
Dietro Bischleben inizia la Erfurt vera e propria, prima con il quartiere di Hochheim, con i suoi parchi. La valle è qui da entrambi i lati sensibilmente più ripida: a destra si eleva la Steigerwald, una collina boscosa ampia circa 8 km² e con un'altezza massima di poco meno di 350 m, mentre sulla sinistra vi è la cittadella di Cyriaksburg. Nel quartiere di Brühl la Gera si divide in due rami: il Bergstrom ed il Walkstrom che si riuniscono poi nuovamente nel Breitstrom della città vecchia. Questi due rami avevano prevalentemente un'importanza economica, poiché lungo di essi erano attivi numerosi mulini ad acqua.
Il Breitstrom (detto anche Wilde Gera) aveva un'importanza militare poiché scorreva intorno all'anello fortificato. Durante il Gründerzeit questo venne interrato. Il suo precedente corso corrisponde all'attuale anello stradale detto Juri-Gagarin-Ring. Il corso d'acqua venne deviato poi nel fossato esterno alle mura.
Le acque del Gera scorrono ora per un terzo solo attraverso la città vecchia, per il resto scorrono interrate. A nord del centro storico della città il fiume scorre attraverso il Große Rieth verso il quartiere di Gispersleben. Qui il territorio circostante è nuovamente piano e il fiume non crea più alcuna valle. Vicino ad esso passano ad ovest l'autostrada statale B4 e ad est il tratto ferroviario Erfurt – Nordhausen. Di qui segue ancora la frazione di Erfurt, Kühnhausen, come le località di Elxleben, Walschleben, Ringleben e la città di Gebesee, nel circondario di Sömmerda. La Gera sfocia poco sotto Gebesee nel fiume Unstrut. Ad Erfurt si dirama la Piccola Gera (Schmale Gera), che ad est del Großen Rieths passa da Erfurt-Mittelhausen, Riethnordhausen e Haßleben per immettersi anche lei nel fiume Unstrut presso Wundersleben.

## Storia
Il nome originale del corso d'acqua era Erfes (anche Erphes, Erfis o Erphis), da cui trae origine il nome della capitale della Turingia, Erfurt.
La derivazione latina di Hiera per Gera compare anche nel nome dell'antica Università di Erfurt, detta Università Hierana, cioè che sta sulla Gera.
Nei secoli passati la Gera straripò numerose volte, con gravi conseguenze anche per il centro cittadino. Perciò verso la fine del secolo XIX furono intraprese opere impegnative per imbrigliare le acque in una serie di canali mediante i quali la città venne protetta in futuro da queste inondazioni.

## Ambiente

### Fauna
Nel corso superiore del fiume è famigliare la presenza di trote fario.

### Flora
La flora del fiume è variegata specialmente il Plauesche Grund fra Plaue ed Arnstadt, ove il clima è particolarmente mite. Vi si trovano piante caratteristiche del terreno calcareo.

### Qualità delle acque
La qualità delle acque nel 2001 era:
- Nel tratto delle sorgenti  – Gräfenroda – Geraberg pulita a livello di acqua potabile
- Nel tratto Gräfenroda/Geraberg – Erfurt pesante, causata soprattutto dallo scarico di acque reflue del comune
- Nel tratto Erfurt – sfocio, critica anche per lo scarico delle acque reflue del comune e l'intensa attività economica locale

## Opere significative

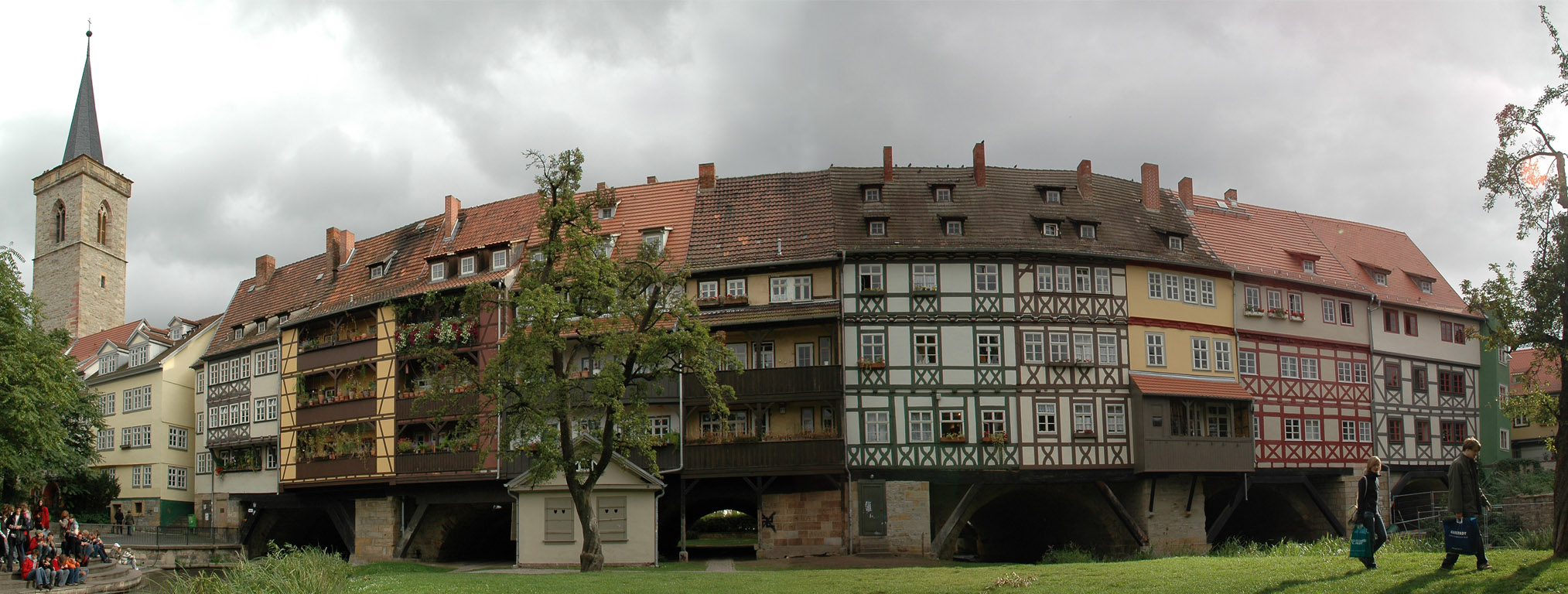
Lato nord della Krämerbrücke – Erfurt

La A71 taglia le valli dello Zahmer e della Wilder Gera, come l'affluente della prima Reichenbach con grossi ponti: quello di Reichenbach (lungo 1000 m ed alto 60), quello sullo Zahme Gera (lungo 520 m, alto 70) e quello sulla Wilde Gera (lungo 552 m e alto 110). Altri manufatti che attraversano il fiume sono il ponte di Ichtershausen (lungo 1121 m ed alto 20) del tratto di ferrovia ad alta velocità Norimberga – Erfurt ed i ponti delle autostrade A71 ed A4 nei pressi dello Erfurter Kreuzes.
Ma la costruzione più famosa sulla Gera è la Krämerbrücke ad Erfurt, che rappresenta l'unico ponte completo di case a nord delle Alpi.
Vi sono poi numerosi sbarramenti sul fiume Gera quali quelli di: Heyda, Lütsche, Ohra, chmalwasser e Tambach-Dietharz nella Selva di Turingia e quelle di Dachwig e Wechmar nella sua zona pedemontana.

## Economia
Da un punto di vista economico la Gera ha un'importanza limitata. In passato serviva di forza motrice numerosi mulini ad acqua e veniva impiegata per far giungere il legname della Selva di Turingia ad Erfurt. Oggi le sue acque vengono utilizzate prevalentemente a scopo irriguo.